# 5 Astraea
För andra betydelser, se Astraea.
5 Astraea eller 1969 SE var den femte asteroiden som upptäcktes. Upptäckten gjordes av den tyske astronomen Karl Ludwig Hencke den 8 december 1845. Astraea var den första asteroiden han hittade; den andra var 6 Hebe. Det var också den första asteroid som hade upptäckts ända sedan 1807 (se 4 Vesta).
Astraeas sammansättning är troligtvis nickel-järn med silikater av järn och magnesium.
Asteroiden Astraea är uppkallad efter den antika gudinna, som på grekiska kallas Astraia (på latin Astraea).
Den tillhör och har givit namn åt asteroidgruppen Astraea.